# 100/17 su Lancia 3Ro
Il 100/17 su Lancia 3Ro era un autocannone realizzato dalle officine libiche del Regio Esercito durante la seconda guerra mondiale.

## Sviluppo e impiego
Il sistema d'arma viene sviluppato in autonomia dalle officine libiche del 12º Autoraggruppamento del Regio Esercito per aumentare la mobilità del pezzo škoda 10 cm Vz. 1914 ed impiegarlo più efficacemente nel ruolo controcarri. Fu prodotto nell'autunno del 1941 probabilmente in 20 esemplari.
I primi 4 esemplari, assegnati alla 14ª Batteria Autonoma, si scontrarono il 23 novembre 1941 con formazioni di carri armati inglesi, infliggendo pesanti perdite. Successivamente, il 1º dicembre attaccarono un centro di rifornimento britannico ma furono distrutti dal fuoco amico di uno Stuka dell'alleato tedesco, tutti tranne uno che si scontrò con i carri inglesi. Altre tre batterie su 4 autocannoni ognuna furono create nel 1942 ed andarono a costituire il XVII Gruppo, che nel 1943 passò al 136º Reggimento artiglieria della 136ª Divisione corazzata "Giovani Fascisti". Fu uno di questi cannoni, comandato dal sottotenente Sergio Barbadoro, ad inchiodare per nove ore l'avanzata americana su Palermo a Portella della Paglia il 22 luglio 1943; il sottotenente Barbadoro, che predispose un caposaldo del 1º Gruppo del 25° Art. Assietta in mezzo a due alte cime lungo l’attuale SP 20 di San Giuseppe Jato, morì sul pezzo senza arrendersi.

## Caratteristiche

### L'autocarro
Il pezzo era montato sul Lancia 3Ro, un autocarro pesante usato dal Regio Esercito in numerose versioni, quali officina-mobile, autocisterna, veicolo portacarri e come trattore d'artiglieria. L'installazione del pezzo comportò il taglio della cabina per poter brandeggiare su 360°. Negli esemplari prodotti nel 1942 era installata una Breda Mod. 38 da 8 mm per la difesa ravvicinata. Il complesso raggiungeva la velocità di 15 km/h su terreno vario e 40 km/h su strada. Oltre trasportare 5-6 serventi, sul mezzo era stivata la riserva di pronto impiego di 100 colpi.